# Doença de Rosai-Dorfman

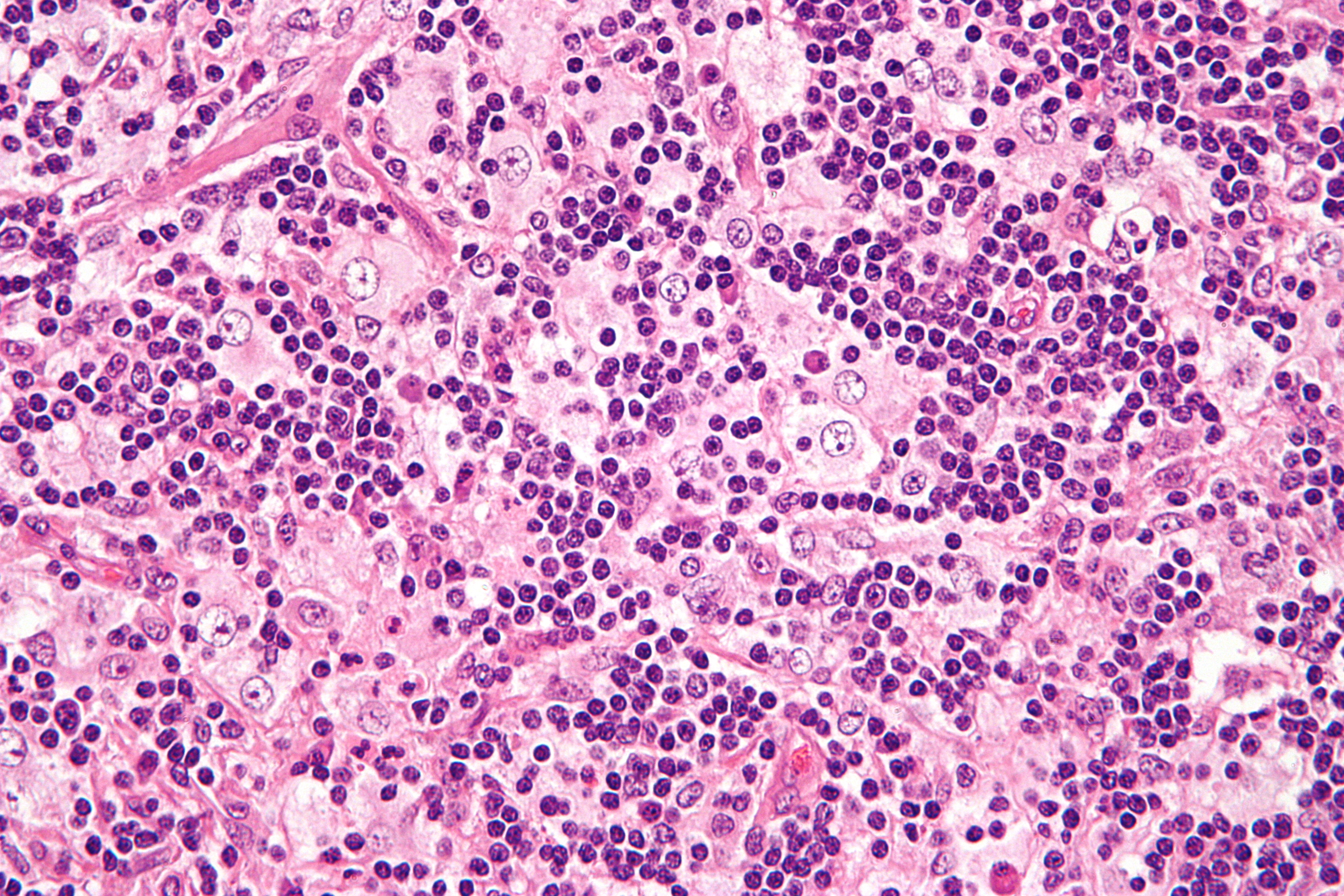
Micrografia de um nódulo linfático envolvido pela doença de Rosai-Dorfman mostrando emperipolese. Coloração H&E.

A doença de Rosai-Dorfman também conhecida como histiocitose sinusal com linfadenopatia maciça é uma desordem rara e benigna de etiologia desconhecida que se caracteriza pela superprodução de histiócitos, que se acumulam nos nódulos linfáticos.
Os histiócitos são CD-68 e S-100 positivos, CD1a negativos. As lesões são baseadas na dura-máter, impregnam-se por contraste e podem simular meningiomas.
A doença foi nomeada em homenagem a Juan Rosai e Ronald Dorfman.